# Julian Klamt
Julian Klamt (* 22. August 1989 in Wolfsburg) ist ein ehemaliger deutscher Fußballspieler, der seine Spielerkarriere von 2001 bis zu seinem Karriereende 2021 beim VfL Wolfsburg verbrachte. Seit Juli 2023 ist er Co-Trainer der U19 des VfL Wolfsburg.

## Frühe Jahre und Spielerkarriere
Klamt begann seine Karriere in der Jugend des SC Weyhausen und wechselte 2001 ablösefrei zum VfL Wolfsburg. Dort durchlief er zunächst die Jugendmannschaften und wurde 2006 in die U19 befördert. Mit der A-Junioren-Mannschaft gewann er die Liga Nord/Nordost und erreichte das Finale der A-Junioren-Bundesliga. Klamt spielte von Anfang an, konnte jedoch die 0:2-Niederlage gegen die Junioren des SC Freiburg nicht verhindern.
Im Juli 2008 stieg er in die Reservemannschaft des VfL Wolfsburg auf und machte am ersten Spieltag in der Regionalliga Nord 2008/09 gegen Hertha BSC II sein erstes Spiel und belohnte sich direkt mit einem Tor. Im März 2009 wurde Klamt von Felix Magath erstmals in die erste Mannschaft befördert. und war auch nach der Übernahme von Armin Veh im offiziellen Kader des Bundesligisten VfL Wolfsburg in der Saison 2009/10. Am 11. März 2010 wurde er zum UEFA Europa League Achtelfinal-Hinspiel gegen den russischen Fußballverein Rubin Kasan in den Kader berufen, saß jedoch nur auf der Bank. Dies war das erste und auch letzte Mal, dass Julian Klamt in die erste Mannschaft des VfL Wolfsburg in den Kader eines internationalen Turniers berufen wurde.
Den Großteil seiner Spielerkarriere verbrachte er in der U23 des VfL Wolfsburg. Mit diesen gewann er 2013/14, 2015/16 und 2018/19 die Regionalliga Nord, scheiterte jedoch immer an den Aufstiegsspielen in die 3. Liga. Bis zu seinem Karriereende war Julian Klamt Mannschaftskapitän und mit 335 Einsätzen Rekordspieler der Reserve. Als Innenverteidiger erzielte er zusätzlich 17 Tore und zehn Torvorlagen.
Obwohl er nie in der ersten Mannschaft des VfL Wolfsburg zum Einsatz kam, wird er von Fans als Urgestein und Vereinslegende angesehen. Im Mai 2024 ist er mit anderen Josué, Grafite und weiteren Vereinslegenden des Vereins, im Aufgebot der Infinity League – eine vom Streaming-Dienst DAZN ausgetragene und organisierte Kleinfeld-Fußball Turnier.

## Trainerkarriere
Im Jahr 2021 meldete der VfL Wolfsburg die U23 ab und verlieh die jungen Talente an den neuen Kooperationsverein, den niederösterreichischen Verein SKN St. Pölten. Julian Klamt ging nicht nach Österreich, sondern beendete im Juli 2021 seine Spielerkarriere. Unter Trainer Daniel Bauer wurde er Co-Trainer der U14 des VfL Wolfsburg und später im Juli 2023 der U19. Anfang Mai 2025 wurde Bauer nach der Trennung von Ralph Hasenhüttl bis zum Ende der Saison 2024/25 interimsweise Cheftrainer der Profimannschaft und Klamt erneut sein Co-Trainer.

## Sonstiges
- Seit Juni 2017 ist Julian Klamt unter dem Namen Kutschmann4 auf Instagram aktiv. Bis zum Stand im Mai 2024 hat er eine Follower-Zahl von 1409 erreicht.[15]
- Jan-Hendrik Klamt war in der Jugend des VfL Wolfsburg und spielte mit Lupo-Martini Wolfsburg in der Oberliga. Er ist der ältere Bruder von Julian Klamt.[16] Sein Vater war Trainer beim SC Weyhausen.[17][18]
- In der ersten Mannschaft des VfL Wolfsburg trug er die Rückennummer 42.[19]
- In der zweiten Mannschaft des VfL Wolfsburg trug er die Rückennummer 4. Ausnahme 2008/09, dort erhielt er die Rückennummer 18.[20]
- Julian Klamt war in der Fußballsimulation FIFA von EA Sports vertreten. In FIFA 10 und FIFA 11 hatte er eine Gesamtbewertung von 54.[21][22]
- 2012 wurde er mit einem Wechsel zum VfL Bochum in Verbindung gebracht.[23][24]

## Erfolge
- A-Junioren-Bundesliga Nord/Nordost Meister: 2007/08
- A-Junioren-Bundesliga Vizemeister: 2007/08
- Regionalliga Nord Meister: (3) 2013/14, 2015/16, 2018/19
- Florida Cup: 2017[25]
- Deutscher Meister: 2008/09 (ohne Einsatz)